# Nissan Mistral
O Mistral é um 4x4 off-roader fabricado pela Nissan. Também foi fabricado pela filial da Nissan na Espanha para ser vendido no mercado europeu, onde era comercializado como Nissan 
Terrano II, já que seu nome em outros países é Nissan Mistral. O Terrano foi muito utilizado como carro de polícia na Espanha. Foi lançado em 1993
e em 2006 deixou de ser fabricado.